# Dębnik (Opole)
Pour les articles homonymes, voir Dębnik.

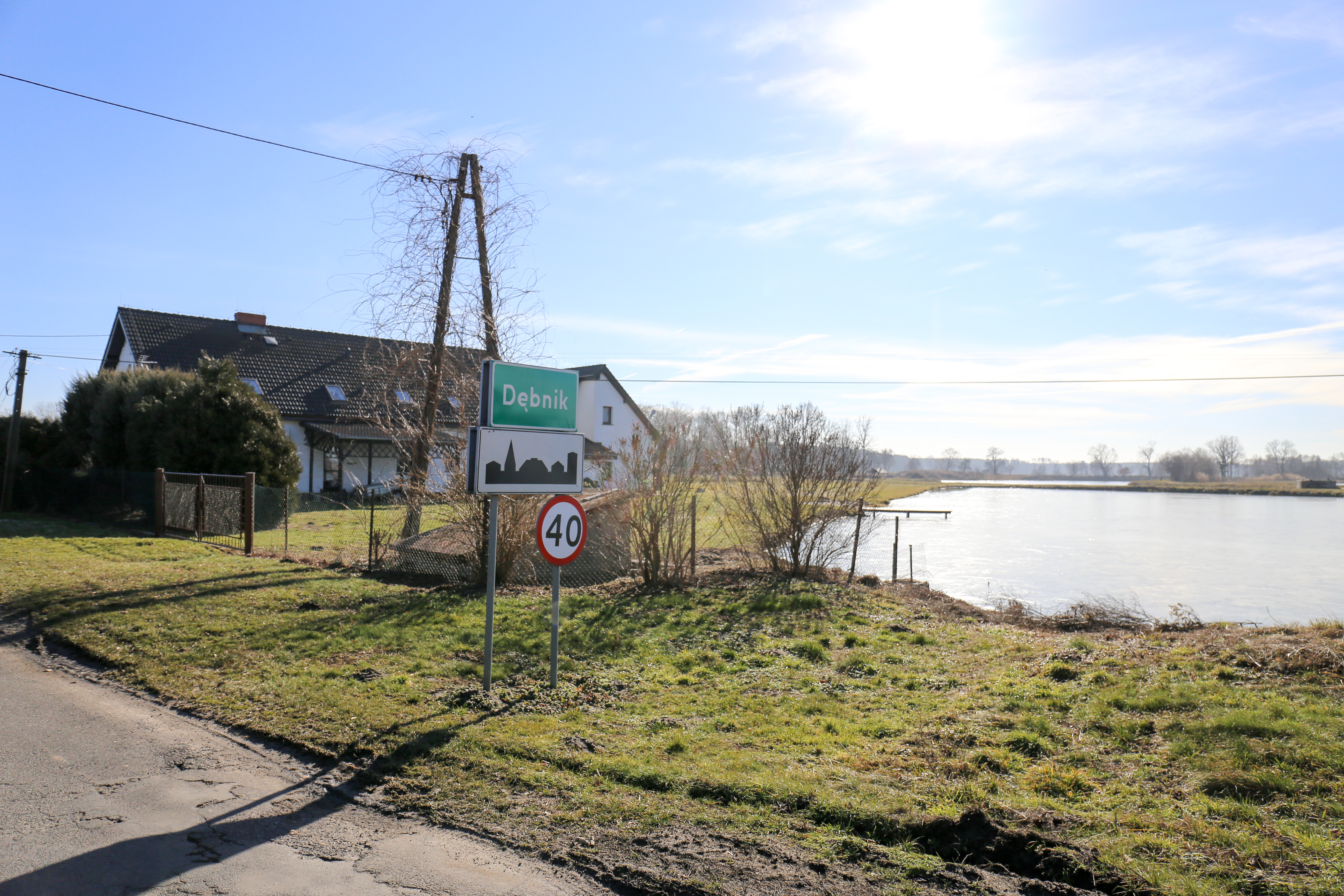
entrée du village

Dębnik est une localité polonaise de la gmina de Wilków, située dans le powiat de Namysłów en voïvodie d'Opole.